# 沙泽勒叙拉维约
沙泽勒叙拉维约（法語：Chazelles-sur-Lavieu，法語發音：[ʃazɛl syʁ lavjø]，意为“拉维约上方的沙泽勒”）是法国卢瓦尔省的一个市镇，位于该省西部，多姆山省市镇，属于蒙布里松区。

## 地名
与通常在法语地名中表示“在……河畔”之意的“sur”不同，该地名Chazelles-sur-Lavieu中的“sur”意为“在……上方”，表示名为沙泽勒（Chazelles）的该地与拉维约（Lavieu）的位置关系，并以“拉维约上方的沙泽勒”之名区分其他的“沙泽勒”，且事实上也并无“拉维约河”存在。

## 地理
沙泽勒叙拉维约（45°32'20"N, 4°0'2"E）面积9.85 平方千米，位于法国奥弗涅-罗讷-阿尔卑斯大区卢瓦尔省，该省份为法国中南部省份，北起顺时针与索恩-卢瓦尔省、罗讷省、伊泽尔省、阿尔代什省、上盧瓦爾省、多姆山省和阿列省接壤。
与沙泽勒叙拉维约接壤的市镇（或旧市镇、城区）包括：福雷地区韦里耶尔、居米耶尔、拉维约、马尔热里-尚塔格雷、圣让索莱米约。
沙泽勒叙拉维约的时区为UTC+01:00、UTC+02:00（夏令时）。

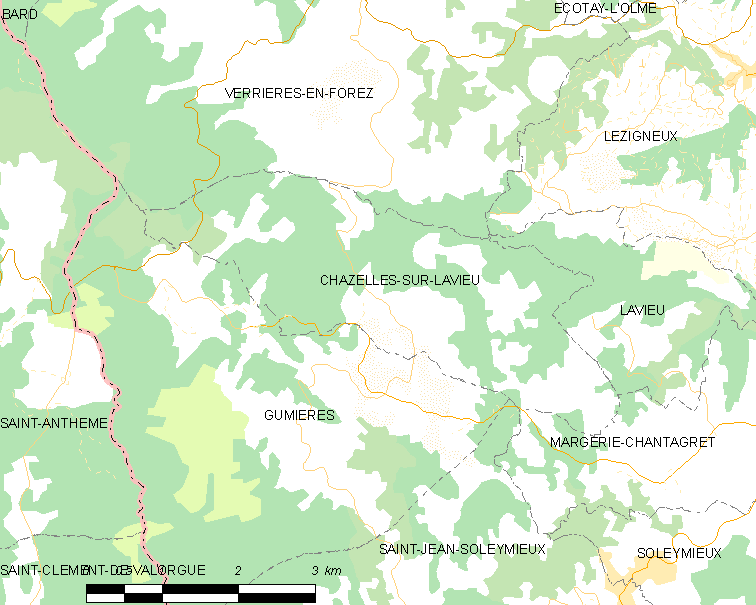
沙泽勒叙拉维约的OSM定位图

## 行政
沙泽勒叙拉维约的邮政编码为42560，INSEE市镇编码为42058。

## 政治
沙泽勒叙拉维约所属的省级选区为蒙布里松县。

## 人口

1962-2008年间沙泽勒叙拉维约人口变化图示

沙泽勒叙拉维约于2022年1月1日时的人口数量为255人。